# Podocarpus magnifolius
Podocarpus magnifolius é uma espécie de conífera da família Podocarpaceae.
Pode ser encontrada nos seguintes países: Bolívia, Colômbia, Peru e Venezuela.